# Faculdade Dom Bosco
A Faculdade Dom Bosco é uma instituição privada de ensino superior com sede na cidade de Goioerê, no noroeste do estado do Paraná.
A instituição é classificada como uma fundação sem fins lucrativos, sendo mantida pela Fundação Cultural Xingu, que foi criada em 2001 e tem sede em Ubiratã. Oferta cursos de graduação e de pós-graduação. Além da sede em Goioerê, a mantenedora mantém também os campi de Ubiratã  e de Capitão Leônidas Marques, criado em 2018.
Em 2017, conforme o índice de qualidade do Ministério da Educação, a instituição foi avaliada como insatisfatória, não podendo se expandir, construir novos campi e abrir novos cursos até uma nova reavaliação.